# Миливој Каракашевић (стонотенисер)
Миливој Каракашевић (Земун, 30. јул 1948 — Београд, 25. март 2022) био је српски и југословенски репрезентативац у стоном тенису.

## Спортска биографија
Рођен је у Земуну. Са четрнаест година је почео да игра стони тенис. Бранио је боје Земуна и клуба Младост. Био је репрезентативац Југославије седамнаест година, у време највећих међународних успеха. Освојио је девет медаља на Светским и Европским првенствима. Вишеструки је освајач медаља на Медитеранским и Балканским играма, као и победник бројних међународних турнира широм света.
Одмах по завршетку играчке каријере постао је селектор. Током наредних година југословенски државни тим је под његовим вођством освојио седам медаља на највећим такмичењима. На домаћој сцени био је осам пута државни првак у појединачној конкуренцији и у игри парова.
Његов син Александар је исто српски стонотенисер, био је учесник Олимпијских игара и успешно је представљао репрезентацију освојивши медаље на разним такмичењима.
Добитник је награде за животно дело и допринос развоју спорта, од стране Спортског савеза Београда.
Преминуо је 25. марта 2022. године у Београду.